# あけぼの丸 (宇和島運輸)
あけぼの丸（あけぼのまる）は、宇和島運輸が運航するフェリーである。

## 概要
さくらの代船として内海造船瀬戸田工場で建造され、2017年12月18日に八幡浜 - 臼杵航路に就航した。

### 就航航路
宇和島運輸フェリー
- 八幡浜港 - 臼杵港

本船とあかつき丸により、1日7往復を運航する。

## 設計
2014年に竣工したあかつき丸よりやや大型化し、車両搭載能力が強化されている。双船尾船型が採用されており、推進効率改善のため、燃費低減プロペラエコキャップ、船尾フィンを装備する。